# Джон Мілтон
Джон Мілтон, також, напр. у Лесі Українки, Мільтон (англ. John Milton; 9 грудня 1608, Лондон — 8 листопада 1674, Лондон) — англійський поет, прозаїк та політичний діяч, відомий насамперед епічною поемою «Втрачений рай».

## Життєпис
Джон Мілтон народився в 1608 році в Лондоні, в сім'ї нотаріуса, близького до пуританських кіл. Дід Мілтона був католиком, який через навернення сина до протестантизму відмовив йому у спадку, тож той вимушений був самостійно заробляти собі на хліб. Родина була не багата, але й не вбога.
У 1625-му шістнадцятирічний Мілтон вступив до Крайстс-коледжу Кембриджського університету. В 1632 році Мілтон закінчив університет, де отримав ступінь бакалавра, а пізніше — магістра мистецтв У двадцять чотири роки він залишив Кембридж і виїхав до батьківського маєтку Гортон (графство Бакингемшир), де провів шість років, займаючись самоосвітою. У 1638—39 жив та мандрував Італією. В 1639 чутки про неминучу громадянську війну змусили його поїхати на батьківщину. 1640 року, напередодні Англійської революції, повернувся в Британію, зайнявся політичною діяльністю.

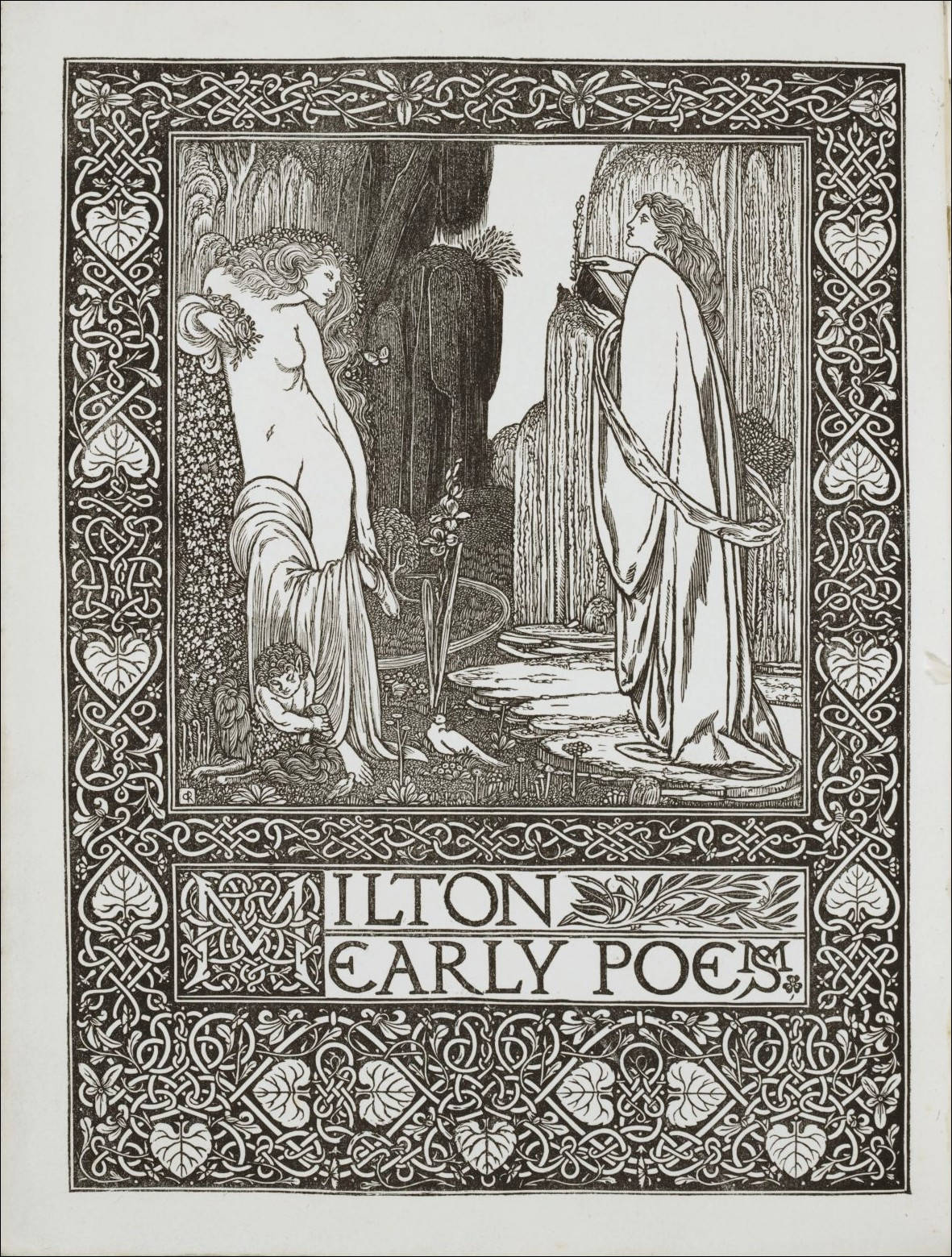
Фронтиспіс до видання 1896 року «Ранніх поем» Джона Мілтона

Улітку 1642-го Мілтон відпочивав протягом місяця поблизу Оксфорда (з цих місць пішов його рід) і повернувся додому з нареченою, уродженою Мері Пауел. Усі її родичі були переконаними роялістами. Мілтон же був супротивником існуючої монархії. Він мав 33 роки, вона — 16. Через цей політичний конфлікт дружина покинула Мілтона вже за кілька тижнів після одруження і повернулася до батьків. Коли революційна влада почала їх утискати, Мілтон, який став на ту пору діячем революційного табору, врятував їх. Мері повернулася до чоловіка після двох років розриву. Вона народила чотирьох дітей і в 1652 р. померла під час пологів. Коли дружина покинула Мілтона, він написав трактат про розлучення (1645).
У 1645—1649-му Мілтон відійшов від громадських справ. Біографи думають, що він був зайнятий обмірковуванням і збором матеріалів для «Історії Британії» (History of Britain).
В останній день січня 1649 р. в Англії прилюдно стратили Карла I; і не пройшло й двох тижнів, як Мілтон виступив у пресі з памфлетом «Обов'язки государів та урядів». Виступ пролунав надзвичайно різко, й у березні 1649 Мілтона призначили секретарем при Державній раді.
У 1649—52 працював у Державній раді, вів міжнародну кореспонденцію Олівера Кромвеля.
Оскільки страта Карла І викликала обурення в Європі, потрібні були нові переконливі виправдання на її захист. Мілтон написав латиною три апології страти короля: «Захист англійського народу», «Повторний захист» і «Виправдання для себе».
1650-ті роки стали для Мілтона важким десятиліттям, нещастя йшли майже безперервною низкою. У лютому 1652-го він майже повністю осліп, у травні померла дружина. У червні, не доживши до року, помер єдиний син Джон. У 1656-му Мілтон одружився з Катарін Вудкок, але на початку 1658-го вона також померла. Тим часом і політичні, й релігійні справи у країні йшли, на думку Мілтона, дуже погано. Революція, покликана створити вільну республіку, обернулася диктатурою. Неухильно наростала тяга до повернення монархії — в особі Карла Стюарта.
І коли стало ясно, що революція провалилася, й на порозі Реставрація, Мілтон опублікував три зухвалі й дуже відверті памфлети на захист свободи.
Воцаріння Карла II стало для Мілтона катастрофою. На якийсь час його ув'язнили, навіть життя його було в небезпеці, але зусиллями друзів він незабаром вийшов на волю. У цей час Мілтон осліп уже повністю.
Він розпочинає головну справу життя — написання біблійної поеми про Бога-Творця, про світ ангелів і про перших людей, про рай втрачений і повернутий. Сім років виснажливої праці віддав осліплий Мілтон втіленню свого грандіозного задуму. За спогадами друзів, поет нерідко проводив безсонні ночі в болісних роздумах, очікуючи натхнення. І коли воно приходило, він одразу кликав доньку й диктував їй пронизливі рядки.
«Втрачений рай» було завершено в 1665 році. Один із друзів Мілтона, прочитавши рукопис, сказав йому: «Ти багато говориш про втрачений рай, а чому нічого не скажеш про рай повернутий?» Незабаром Мілтон показав другові ще один рукопис. За обсягом він значно поступався першому й називався «Повернутий рай». У художніх описах боїв у світі незримому, де світлому воїнству Бога протистоять полчища темних сатанинських сил, явно чуються відзвуки громадянських воєн і релігійних зрад, що стрясали Англію.
Ці твори Джона Мілтона дуже повільно пробивали дорогу до читача. За життя автора вони були видані мізерним тиражем.
Помер Мілтон у Лондоні 8 листопада 1674 року.

Джон Мілтон. Втрачений Рай. Поема у IV книгах. Перше Видання. (Лондон: John Starkey, 1671)

## Політичні погляди
Стояв на позиціях природного права, під яким розумів свободу думки, слова, друку, релігії (але не совісті, бо заперечував для Англії свободу католицизму та свободу атеїзму). Виникнення держави пояснював угодою людей з волі Бога. Владу короля і сановників вважав результатом народного вибору. Створення законів відбувалося, за Мілтоном, з огляду на зацікавленість людей у виконанні вимог правосуддя задля запобігання тиранії. Перетворення королів та інших правителів на тиранів і порушення законів Мілтон вважав підставою для їх скинення, виправдовував Англійську революцію, суд над Карлом І та його страту. Програма державно-правових перетворень Мілтона містила ідеали конституційної монархії, майнового цензу та інших буржуазно-демократичних змін. Ідею республіки він підтримав тільки після її проголошення у 1649 році. Виступав на захист приватної власності. З одного боку, він відстоював право народу визначати форму держави, а з іншого, — непорушний обов'язок людей підкорятися законній владі.
Найвідомішим публіцистичним твором Мілтона мабуть є «Ареопагітика» («Промова п. Джона Мілтона до парламенту Англії про свободу друку»), яка була опублікована в кінці листопада 1644 року. Звернена до парламенту, вона ставить своїм завданням «…довести, що цензурний порядок абсолютно не веде до тієї мети, заради якої він був встановлений». Хоч закон про цензуру був відмінений парламентом лише 50 років опісля, в 1689 році, в 9 пункті «Білля про права». Публікація матеріалів згідно з цим пунктом не може подати приводу для переслідування або розглядатися в якому-небудь місці, окрім парламенту. В Англії не обмежується свобода друку, але парламент все ж таки може вирішити долю газет і журналів. Однак незважаючи на невдачу в досягненні безпосередньої мети свого твору, Мілтон справив великий вплив на розвиток журналістики як в Англії, так і в європейських країнах. Він був один з найвидатніших виразників ідеї вільної преси. Критикуючи цензуру він казав: «Той, діям якого не довіряють, хоч у його намірах немає нічого кримінального, цілком має підстави вважати себе у державі, де народився, не ким іншим, як божевільним або чужоземцем».

## Цитати
Фрідріх Гаєк обрав вислів Джона Мілтона як епіграф до розділу 14 «Матеріальні умови та ідеальні цілі» книги «Шлях до рабства»:
Чи це справедливо або розумно, коли більшість, яка виступає проти того, що має захищати уряд, бере в рабство

меншість, яка хоче бути вільною? Якщо вже дійшло до застосування сили, то, без сумніву, справедливіше, якщо меншість змусить більшість зберегти те, що ні для кого не є злом, — їхню свободу, — ніж коли більшість заради власної нікчемності змусить меншість стати їхніми рабами. Ті, кому нічого не потрібно, крім власної законної свободи, завжди мають право завоювати її, коли мають владу, хай скільки голосів буде проти.

## Твори
- «Радісний» (L'Allegro), 1632 — ідилія
- «Замислений» (Il Penseroso), 1632 — ідилія
- «Комос» (Comus), 1634 — «маска», наполовину драматичний доробок
- «Люсідас» (Lycidas), 1637 — пасторальна елегія на згадку про університетського товариша
- «Про реформацію в Англії» (Of Reformation in England), 1641 — трактата, прозаїчний памфлет
- «Ареопагітика» (Areopagitica; A speech of Mr. John Milton for the Liberty of Unlicenc'd Printing, to the Parlament of England), 1644 — полемічний трактат
- «Іконоборець» (Eikonoklastes), 1649 —
- «Обов'язки государів та урядів» (The Tenure of Kings and Magistrates), 1649 — політичний памфлет
- «Захист англійського народу» (Defensio pro populo Anglicano), 1650, 1654 — політичний памфлет на захист страти Карла І
- «Повторний захист» (Defensio secunda), 1654 — політичний памфлет на захист страти Карла І
- «Виправдання для себе» (Defensio pro se), 1655 — політичний памфлет на захист страти Карла І
- «Про християнське вчення» (), 1655–60 —
- «Швидкий і легкий шлях встановлення вільної республіки» (), 1660 —
- «Втрачений рай» (Paradise Lost), 1667 — поема
- «Історія Британії» (History of Britain), 1670 —
- «Повернений рай» (Paradise Regained), 1671 — поема
- «Самсон-борець» (Samson Agonistes), 1671 — героїчна трагедія
- «Коротка історія Московії», видана 1682 (A brief History of Moscovia, and other less known Countries lying Eastward of Russia as far as Cathay, gathered from the writings of several Eye-witnesses)

## Переклади українською
- Джон Мільтон. Самсон-борець. Франко І. Зібр. творів: у 50 т. Т. 12: Поетичні переклади та переспіви. Київ: Наук. думка, 1978. С. 486—551.
- Джон Мілтон. Утрачений рай. Переклав з англійської Олександр Жомнір. Іл. Ґюстава Доре. — Київ: Видавництво Жупанського, 2019—360 с. ISBN 978-617-7585-14-4[4]